# Metodi Maksimov
Metodi Maksimov (in macedone Методи Максимов?; Kočani, 20 agosto 2002) è un calciatore macedone, difensore del LASK.

## Carriera

### Club
Maksimov è cresciuto nelle giovanili del Bregalnica Štip, per poi entrare a far parte di quelle del Rabotnički. Ha esordito in Prva makedonska fudbalska liga in data 9 agosto 2020, schierato titolare nella sconfitta per 2-1 subita in casa del Makedonija Gjorče Petrov. Ha trovato la prima rete nella massima divisione locale il 27 febbraio 2022, sancendo il successo per 0-1 sul campo dello Skopje.
A gennaio 2023 è passato allo Škendija, debuttando con questa maglia il 19 febbraio: è stato impiegato da titolare nella sconfitta per 2-0 in casa dello Shkupi. Il 13 luglio 2023 ha giocato la prima partita nelle competizioni UEFA per club: è sceso in campo in sostituzione di Adenis Shala, nella vittoria per 1-0 sull'Haverfordwest County, sfida valida per i turni preliminari dell'Europa Conference League. L'8 ottobre 2023 ha siglato il primo gol con la nuova maglia, nella vittoria per 0-2 in casa del Vardar.
Il 25 gennaio 2024 è stato ingaggiato dagli austriaci del LASK. Nello stesso giorno, è stato ceduto ai norvegesi dell'Aalesund con la formula del prestito.

### Nazionale
Ha giocato nelle nazionali giovanili macedoni Under-17, Under-18, Under-19 ed Under-21.

## Statistiche

### Presenze e reti nei club
Statistiche aggiornate all'8 marzo 2024.
| Stagione          | Club              | Campionato        | Campionato | Campionato | Coppe nazionali | Coppe nazionali | Coppe nazionali | Coppe continentali | Coppe continentali | Coppe continentali | Supercoppe | Supercoppe | Supercoppe | Totale | Totale |
| Stagione          | Club              | Comp              | Pres       | Reti       | Comp            | Pres            | Reti            | Comp               | Pres               | Reti               | Comp       | Pres       | Reti       | Pres   | Reti   |
| ----------------- | ----------------- | ----------------- | ---------- | ---------- | --------------- | --------------- | --------------- | ------------------ | ------------------ | ------------------ | ---------- | ---------- | ---------- | ------ | ------ |
| 2019-2020         | Rabotnički        | 1L                | 0          | 0          | CM              | ?               | ?               | -                  | -                  | -                  | -          | -          | -          | ?      | ?      |
| 2020-2021         | Rabotnički        | 1L                | 25         | 0          | CM              | ?               | ?               | -                  | -                  | -                  | -          | -          | -          | 25+    | 0+     |
| 2021-2022         | Rabotnički        | 1L                | 26         | 4          | CM              | ?               | ?               | -                  | -                  | -                  | -          | -          | -          | 26+    | 4+     |
| 2022-gen. 2023    | Rabotnički        | 1L                | 14         | 3          | CM              | ?               | ?               | -                  | -                  | -                  | -          | -          | -          | 14+    | 3+     |
| Totale Rabotnički | Totale Rabotnički | Totale Rabotnički | 65         | 7          |                 | ?               | ?               |                    | -                  | -                  |            | -          | -          | 65+    | 7+     |
| gen.-giu. 2023    | Škendija          | 1L                | 12         | 0          | CM              | ?               | ?               | -                  | -                  | -                  | -          | -          | -          | 12+    | 0+     |
| 2023-gen. 2024    | Škendija          | 1L                | 17         | 1          | CM              | ?               | ?               | UECL               | 2                  | 0                  | -          | -          | -          | 19+    | 1+     |
| Totale Škendija   | Totale Škendija   | Totale Škendija   | 29         | 1          |                 | ?               | ?               |                    | 2                  | 0                  |            | -          | -          | 31+    | 1+     |
| 2024              | Aalesund          | 1D                | 0          | 0          | CN              | 0               | 0               | -                  | -                  | -                  | -          | -          | -          | 0      | 0      |
| Totale            | Totale            | Totale            | 94         | 8          |                 | ?               | ?               |                    | 2                  | 0                  |            | -          | -          | 96+    | 8+     |